# أيغكغا
أيغُكغا أو أيوكوكغا (بالكورية: 애국가) هو النشيد الوطني لدولة كوريا الجنوبية. كتب النشيد في سنة 1896 تقريباً. مخترع النشيد الحقيقي غير معروف ولكن النشيد تُبُنِّيَ رسمياً في 15 أغسطس 1948 وذلك بمناسبة تأسيس حكومة كوريا الجنوبية. لحن هذا النشيد الموسيقار «آن إك تاي».

## المعنى
كلمات النشيد الوطني لكوريا الجنوبية تعبر عن الحزن الذي أصاب الشعب الكوري خلال الإحتلال الياباني وتمنياته للخلاص من الاحتلال، وأيضا يعبر عن جمال المناظر الطبيعية في شبه الجزيرة الكورية، وتقدم كوريا وازدهارها.

## الكلمات
| بالكورية: 동해 물과 백두산이 마르고 닳도록 하느님이 보우하사 우리나라 만세 تكرار 무궁화 삼천리 화려 강산 대한 사람 대한으로 길이 보전하세 남산 위에 저 소나무 철갑을 두른 듯 바람서리 불변함은 우리 기상일세 تكرار 가을 하늘 공활한데 높고 구름 없이 밝은 달은 우리 가슴 일편단심일세 تكرار 이 기상과 이 맘으로 충성을 다하여 괴로우나 즐거우나 나라 사랑하세 تكرار | النقل الصوتي: دونغهاي مُلغوا بايكدُساني هانُنِمي بوهاسا أورينارا مانسي تكرار مُغُنغهوا سامتشولّي هواريو غانغسان دايهان سارام دايهانُرو غِري بوجونهاسي نامسان وي جو سونامو تشولغابُل دُرُن دُت بارام سوري بُلبيونهامُن أوري غِسانغِلسي تكرار غايُل هانُل غونغهوال هاندي نوبغو غُرُم أوبسي بالغُن دارُن أوري غاسُم إلبيوندانسِمِلشي تكرار غِسانغوا إي مامُرو تشُنغسونغُل دايهايو غويرونا جُلغونا نارا سارانغهاسي تكرار | الترجمة العربية: حتى يتهدم جبل بايكتو وتجف مياه البحر الشرقي ليحم الرب دولتنا ويبقيها تكرار زهور الشارون والجبال والأنهار الرائعة تغطي آلاف الأميال الكوريون سيبقون أوفياء للطريقة الكورية العظمى الصنوبر على قمة جبل نامسان يقف صلباً غير متغيرٍ رغم الريح والصقيع كما لو كانت مغطاة بالدروع، وكذلك يجب أن تكون أرواحنا المرنة تكرار سماء الخريف واسعة وفارغة ومرتفعة وصافية القمر يسطع كقلوبنا الصادقة وغير المنقسمة تكرار بهذه الروح وبهذه العقول لنكن أوفياء لنحب أمتنا في الشدة والرخاء تكرار |